# Zygmunt Cichy
Zygmunt Cichy (ur. 1 czerwca 1917, zm. 19 sierpnia 1987) – polski działacz sportowy, artysta plastyk, wieloletni prezes Rudzkiego Klubu Sportowego (1945, 1962–1984).

## Życiorys
W 1945 pełnił funkcję prezesa Rudzkiego Klubu Sportowego. W 1946 uczył w Państwowym Liceum Sztuk Plastycznych w Łodzi, w którym prowadził zajęcia z rzeźby oraz pełnił funkcję zastępcy dyrektora. W latach 1962–1984 był ponownie prezesem RKS Łódź, z klubem był związany do końca życia. Był także prezesem Oddziału Łódzkiego Związku Polskich Artystów Plastyków, kierownikiem artystycznym „Metaloplastyki” w Łodzi i projektantem produkowanych przez nią pucharów, w tym m.in. nagrody Srebrnej Łódki. Pełnił także funkcje społeczne we władzach łódzkiego boksu oraz był działaczem Frontu Jedności Narodowej.
Został pochowany na cmentarzu rzymskokatolicki w Rudzie Pabianickiej (sektor: A1, rząd:2, numer 17).

## Odznaczenia
- Krzyż Oficerski Orderu Odrodzenia Polski[6],
- Odznaka „Zasłużony Działacz Kultury Fizycznej”[6][10],
- Krzyż Kawalerski Orderu Odrodzenia Polski.
- Złoty Krzyż Zasługi,
- Medal „Za udział w wojnie obronnej 1939”[2],
- Odznaka 1000-lecia Państwa Polskiego za aktywną pracę we Froncie Jedności Narodowej[10],
- Medal 10-lecia Polski Ludowej[10] (1955)[11],
- Honorowa Odznaka Miasta Łodzi (1965)[12].